# 少年法
少年法（しょうねんほう、昭和23年7月15日法律第168号）は、少年保護手続に関する法律で、刑事訴訟法に対する特別法である。

## 主務官庁
主所管
- 法務省刑事局刑事課
- 法務省刑事局刑事法制管理官職

副所管
- 法務省矯正局少年矯正課 - 保護処分（少年院送致）のみ担当

連携
- 法務省保護局更生保護振興課
- 警察庁生活安全局人身安全少年課
- 警察庁刑事局組織犯罪対策部
- こども家庭庁支援局虐待防止対策課
- こども家庭庁成育局安全対策課
- 文部科学省初等中等教育局児童生徒課

## 構成
- 第1章 総則（第1条・第2条）
- 第2章 少年の保護事件
  - 第1節　通則（第3条 - 第5条の3）
  - 第2節　通告、警察官の調査等（第6条・第7条）
  - 第3節　調査及び審判（第8条 - 第31条の2）
  - 第4節　抗告（第32条 - 第39条）
- 第3章　少年の刑事事件
  - 第1節　通則（第40条）
  - 第2節　手続（第41条 - 第50条）
  - 第3節　処分（第51条 - 第60条）
- 第4章 記事等の掲載の禁止（第61条）
- 第5章 特定少年の特例
  - 第1節　保護事件の特例（第62条 - 第66条）
  - 第2節　刑事事件の特例（第67条）
  - 第3節　記事等の掲載の禁止の特例（第68条）
- 附則

## 概要
非行少年に対する行政機関による保護処分について定めた1922年（大正11年）に制定された旧少年法（大正11年法律42号）を、戦後GHQの指導のもとに全部改正し、米国イリノイ州シカゴの少年犯罪法に倣い成立した。
少年法では未成年者には大人同様の刑事処分を下すのではなく、原則として家庭裁判所により保護更生のための処置を下すことを規定する。ただし、家庭裁判所の判断により検察に逆送し刑事裁判に付すこともできるが、その場合においても不定期刑や量刑の緩和など様々な配慮を規定している（第51条、第52条、第58条、第59条、第60条等。少年保護手続の項目も参照）。なお、少年に対してこのような規定をおくのは、未成年者の人格の可塑性に着目しているためとされている。

### 年齢別の処遇および刑罰の適用関係
| 年齢      | 少年法適用 | 少年院送致    | 刑事責任 | 刑事裁判 | 刑罰 | 備考 |
| --------- | ---------- | ------------- | -------- | -------- | --- | --- |
| 0 - 10歳  | ○          | ×             | ×        | ×        | 刑事責任年齢に達していないため、刑罰は受けない。 | |
| 11 - 13歳 | ○          | ○             | ×        | ×        | 刑事責任年齢に達していないため、刑罰は受けない。 | 被害者が死亡した故意犯（殺人、強盗殺人、傷害致死）については少年院送致となる。                                                                             |
| 14 - 15歳 | ○          | ○             | △        | △        | 第51条により、死刑を科すべきであるときは、代わりに無期刑を科さなければならない。 同条により、無期刑を科すべきであるときは、代わりに10年以上20年以下の有期の懲役又は禁固刑を科すことができるが、大人と同様に処罰することもできる。 第52条により、判決時も少年であれば、有期刑は不定期刑が適用される。 | 家庭裁判所は禁錮以上の罪につき「刑事処分が相当」と判断した少年を検察官に送致（逆送）することができる。                                                     |
| 16 - 17歳 | ○          | ○             | ○        | △        | 第51条により、死刑を科すべきであるときは、代わりに無期刑を科さなければならない。 同条により、無期刑を科すべきであるときは、代わりに10年以上20年以下の有期の懲役又は禁固刑を科すことができるが、大人と同様に処罰することもできる。 第52条により、判決時も少年であれば、有期刑は不定期刑が適用される。 | 家庭裁判所は禁錮以上の罪につき「刑事処分が相当」と判断した少年を検察官に送致（逆送）することができる。被害者が死亡した故意犯については原則として送致する。 |
| 18 - 19歳 | ○          | ○(虞犯は除く) | ○        | △        | 死刑、無期刑相当の場合は、量刑の緩和措置は定められておらず、大人と同様に処罰される。 | 家庭裁判所は禁錮以上の罪につき「刑事処分が相当」と判断した少年を検察官に送致（逆送）することができる。被害者が死亡した故意犯については原則として送致する。 |

児童の権利に関する条約第37条により18歳未満の児童は死刑および絶対終身刑から保護されると規定されており、日本はこれを批准している。ただし、同第37条C項は留保している。また、同条約を引用している北京規則では、同条の規定等は全ての少年および若年の成人に対しても生かされなければならないと規定されている。
ただし、これらの条約は国内の刑事裁判手続を直接法的に規律するものではない。光市母子殺害事件の2006年の最高裁判決以降、北京規則の規定は遵守されていない。ただし、同事件の第2次上告審反対意見ではこれに対する批判がある。

### 対象年齢
2000年（平成12年）改正で、刑事処分の可能年齢が「16歳以上」から「14歳以上」となった。
2007年（平成19年）改正で、少年院送致の対象年齢は「おおむね12歳以上」となった。法務省は「おおむね」の幅を「1歳程度」とするため、11歳の者も少年院収容の可能性がある。
本法でいう「少年」とは20歳に満たない者を、「成人」とは満20歳以上の者をいい（第2条第1項）、性別は無関係である。
国民投票の年齢を「18歳以上」とする国民投票法が2014年（平成26年）6月に、選挙権年齢を「18歳以上」へと引き下げる公職選挙法改正案が2015年（平成27年）6月に成立した。これを受け、法制審議会で少年法適用年齢を「20歳未満」から「18歳未満」への引き下げが検討されていたが裁判官や少年院関係者からの強い反対署名運動があり、据え置きとなった。

### 刑期上限
犯罪を犯した時に18歳未満であった少年の量刑に関して、第51条第1項は、死刑をもって処断すべき場合は無期刑にしなければ「ならない」とする。そして、同条第2項は、無期刑をもって処断すべき場合でも、20年以下の有期刑にすることが「できる」とする。2014年（平成26年）の改正で無期懲役に代わって言い渡せる有期懲役の上限が20年以下に、不定期刑も「10年 - 15年」に引き上げとなった。（第186回国会、可決日：2014年〈平成26年〉4月11日、公布日：2014年〈平成26年〉4月18日、施行日：2014年〈平成26年〉5月7日）

### 処分・科刑の状況
少年法で定められる少年への処分内容には次のようなものがある。少年審判を開かずに事件を終結させる審判不開始、審判を開いたうえで教育的指導により事件で終結させる不処分、審判での保護処分、刑事事件処分が相当として事件を検察官に送り返す検察官送致、児童福祉機関に送る児童相談所長等送致。以上のように、少年法では幅広い処分内容が定められている。また、審判による保護処分にも幅広い種類があり一端を示すと、少年院に収容する少年院送致、児童養護施設等に収容して指導を行う児童養護施設送致、在宅のまま保護観察官らによって監督指導を行う保護観察がある。
令和元年司法統計年報によると、各処分の比率は以下のとおりである。
- 不処分-9,713件(23.4％)
- 審判不開始-14,801件(35.6％)
- 保護処分-13,643件(33.8%)
  - 少年院送致-1,739件(4.2％)
  - 児童自立支援施設等送致-137件(0.3%)
  - 保護観察-11,767件(28.3％)
- 児童相談所長等送致-115件(0.3%)
- 検察官逆送-3,281件(7.9%)
  - 年超検送[注釈 1]-1,288件(3.1％)
  - 検察官逆送-1,994件(4.8%)

## 国民・市民の義務

### 非行少年発見者の通告義務
家庭裁判所の審判に付すべき少年を発見した者は、これを家庭裁判所に通告しなければならない。（第6条第1項）
ここで「家庭裁判所の審判に付すべき少年」とは第3条第1項に規定される以下の者である。
1. 罪を犯した少年（※刑事責任が問われうる14歳以上で刑罰法令に触れる行為をした少年）（第3条第1項第1号）
2. 14歳に満たないで刑罰法令に触れる行為をした少年（第3条第1項第2号）（※罪を犯した少年が14歳未満の場合は、児童福祉法第25条第1項より、児童相談所に対しても通告を行うことになる。）
3. 18歳に満たないで次に掲げる事由があって、その性格または環境に照して、将来、罪を犯し、または刑罰法令に触れる行為をする虞のある少年（第3条第1項第3号）
  1. 保護者の正当な監督に服しない性癖のあること。（第3条第1項第1号イ）
  2. 正当の理由がなく家庭に寄り附かないこと。（第3条第1項第1号ロ）
  3. 犯罪性のある人もしくは不道徳な人と交際し、またはいかがわしい場所に出入すること。（第3条第1項第1号ハ）
  4. 自己または他人の徳性を害する行為をする性癖のあること。（第3条第1項1第号ニ）

ただし、14歳に満たない少年（触法少年）の場合は、法第3条第2項の規程により、審判は都道府県知事または児童相談所長から送致を受けたときに限り行われる。

### 報道規制

#### 規制の内容
少年法は、「少年」に関する情報の取り扱いを第61条で規定している。
少年法が実名報道を禁止するのは、あくまで、家庭裁判所の審判に付された少年または少年のとき犯した罪により公訴を提起された者についてであり、指名手配者や逮捕者は含まれない。また、「本人であることを推知することができる」というのは、不特定多数の一般人にとって推知可能なことをさし、事件関係者や近隣住民にとって推知可能なことをさすものではない。
規制対象は出版社等によるテレビ・ラジオ・新聞等における報道に限られず、個人によるインターネットへの実名掲載も規制の対象となる。
マスコミは原則的に、実名報道が禁止されていない場合でも、自主規制を行い匿名で報道する。ただし、永山則夫連続射殺事件など例外も存在する（事件の重大性に鑑みて、実名公表された）。
民法改正により、成人年齢が18歳になるのに伴い、2021年5月21日（第204回国会）に成立した改正少年法では、18歳、19歳を「特定少年」とし、公判廷において起訴された事案については、起訴後に実名報道が解禁されることとなった（2022年4月1日施行）。

#### 違法な推知報道に関する法的責任
少年事件に関する推知報道をした者は、個別具体的な事情により、少年の名誉・プライバシーを侵害するものとして民法上の不法行為責任を負う可能性がある（最高裁平成15年3月14日第二小法廷判決）。同最判および差戻審の分析からは、少年法第61条に違反する推知報道は、名誉毀損やプライバシー侵害の成否の判断にあたっても違法性阻却がされないことになると考えられる。

## 歴史と主な改正
- 旧少年法（大正11年法律42号）の下では少年の定義は18歳未満（第一条）、死刑適用限界年齢は16歳以上（第七条）[注釈 3]といずれも2歳低かった[13]。また、戦時中は戦時刑事特別法があり、少年法上の少年であっても裁判上は少年扱いせずに裁くことも可能だった。

- 現行少年法は1948年（昭和23年）、GHQの指導の下、米国イリノイ州シカゴの少年犯罪法を模範として制定された。当時は第二次大戦後の混乱期であり、食料が不足する中、生きていくために窃盗や強盗などをする孤児などの少年が激増し、また成人の犯罪に巻き込まれる事案も多く、また性犯罪も激増している。これらの非行少年を保護し、再教育するために制定されたものであって、少年事件の解明や、犯人に刑罰を加えることを目的としたものではなかった[14]。

- 1970年（昭和45年）、法務省は法制審議会に対し、18歳と19歳を「青年」と規定して犯罪を犯した際の処罰を強化することを盛り込んだ少年法改正要綱を諮問したが[15]、法改正には至らなかった。

- 2000年（平成12年）：刑事処分の可能年齢が「16歳以上」から「14歳以上」に引き下げられた。また、16歳以上の少年が故意の犯罪行為で被害者を死亡させたときは、検察官への逆送が原則となった[4]。

- 2007年（平成19年）：少年犯罪の凶悪化や低年齢化に対応するため、少年院送致の年齢下限が現行の14歳以上から「おおむね12歳以上」に引き下げられた[16]。警察官が触法少年の疑いがある者を発見した場合の任意調査権を明文化し、少年や保護者を呼び出して質問できる権限を明記[16]。

- 2008年（平成20年）：2004年（平成16年）に成立した犯罪被害者等基本法と整合性をとるため、殺人事件等一定の重大事件において少年の心身に影響がないと判断された場合、被害者が少年審判の傍聴をできる制度が創設された[17]。

あわせて、家庭裁判所が被害者等に対し審判の状況を説明する制度が創設された。
被害者は原則として、記録の閲覧・謄写できるようになり、また可能範囲が拡大された。
改正前は犯行の動機・態様及びその結果その他当該犯罪に密接に関連する重要な事実を含む非行事実に係る部分のみだったが、少年の身上に関する供述調書や審判調書、少年の生活状況に関するその保護者の述調書等についてもその対象となった。
被害者による意見の聴取の対象者を拡大し、被害者の心身に重大な故障がある場合には被害者に代わり、被害者の配偶者、直系の親族または兄弟姉妹が意見を述べることが可能となった。また、少年の福祉を害する成人の刑事事件（未成年者喫煙禁止法、未成年者飲酒禁止法、労働基準法、児童福祉法、学校教育法に規定される）の管轄が家庭裁判所から地方裁判所に移管された。
- 2014年（平成26年）：18歳未満の少年に対し、無期懲役に代わって言い渡せる有期懲役の上限が15年から20年に延長され、不定期刑も「5年 - 10年」を「10年 - 15年」に引き上げられた[3][4]。（第186回国会、可決日：2014年〈平成26年〉4月11日、公布日：2014年〈平成26年〉4月18日、施行日：2014年〈平成26年〉5月9日）[3]

- 2020年(令和2年)7月30日、少年法の適用年齢を引き下げるかどうか議論してきた自民党、公明党のプロジェクトチームは、適用年齢を引き下げず、改正民法施行に伴い成人となる18、19歳も少年法の対象とすることで正式合意した。

- 2021年（令和3年）：民法の成人年齢が18歳に引き下げられることに合わせ[18]、18歳と19歳を「特定少年」と位置づけ、家庭裁判所から検察官に逆送致する事件の対象を拡大することや、公判廷において起訴された場合には実名報道を可能とすることを盛り込んだ改正少年法が可決、成立した[8][9][10][11]。本改正は2022年(令和4年)4月1日に施行された[19][20]。甲府地検は4月8日、甲府市殺人放火事件において殺人・殺人未遂、現住建造物等放火、住居侵入の罪で起訴された被告人の男（事件当時19歳、2024年に死刑確定）の氏名と顔写真を、改正された少年法の施行後初めて公開した[21][22]。
  - 「特定少年」については、民法上・公職選挙法上の成年として扱われることにはなったが、成長途上にあり、罪を犯した場合にも適切な教育や処遇による更生が期待できるため、少年法の適用自体は維持された。他方、成年年齢の引き下げにより重要な権利・自由を認められ、責任ある主体として社会に参加することが期待される立場となったことから、その立場に応じた取り扱いとする改正がなされた（いずれも2022年4月1日施行）。法務省のQ&Aによれば、そのあらましは以下のとおりである[23]。
    - 原則検察官送致(逆送)の対象を拡大し、現行の殺人や傷害致死に加え、強盗や強制性交など法定刑の下限が1年以上の懲役・禁固の事件が新たに追加された（Q8）。
    - 特定少年の実名報道は、逮捕時時点では禁止は継続されるが、起訴（略式起訴は除く。）後に解禁されることになった（Q9）。
    - 特定少年の刑事裁判における取り扱いは成人と同様とされ、判決時に刑期を定めない不定期刑が廃止された（Q10）。
    - 特定少年の保護処分は、少年院送致（3年以内）、2年間の保護観察（遵守事項違反時は少年院収容可）、6か月の保護観察のいずれかから選択されるものとされた。また、民法上の成年とされたことから、将来罪を犯すおそれがあることを理由として行われるものであるぐ犯少年としての保護処分は行わないこととなった（Q11）。

## 議論

### 抑止力の欠陥
4人の女子高校生への強制性交や強制性交未遂の罪に問われた元大学生の男（20）は、2019年9月から20年9月にかけ、道路などを通行中だった当時15～16歳の4人の女子高校生に対し、「自転車がパンクしたので見てほしい」などとうそを言って人気のない場所に連れ込み、暴行を加えるなどした。
男は「（少年法の対象となる）未成年のうちにレイプをいっぱいして20歳になったらやめようと思っていた」などと供述した。

### 少年犯罪の低年齢化・凶悪化は誤解であるとする説
「現代の少年はキレやすく、ちょっとしたことに我慢ができず、重大事件を起こす」などとして、少年犯罪の増加・凶悪化がマスコミ等において主張され、少年法改正につながったことがある。
しかし、近年の犯罪件数はピークの1950年代半ば頃（強姦や殺人の凶悪犯罪）や1980年代半ば（刑法犯全体）と比べ非常に少なく、年毎に見ても減少の一途にある。刑法犯人数や再犯検挙人数も同様である。
2021年の少年法改正に関する法務省のQ&Aにおいても、少年犯罪は減少しており、少年による凶悪犯罪（原則逆送対象事件）も減少していると回答されている（Q2）。
すなわち、少年犯罪は、凶悪犯の検挙率を見る限り決して増加してはおらず、むしろ減少しているといえ、また統計上少年犯罪は凶悪化していないという結論が導き出される。
それにも関わらず、少年犯罪の増加・凶悪化というイメージが流布してしまうのは、センセーショナルな報道から特徴を作為的に抽出して、扱いやすい物語を創造しているためであると考えられる。
上述の通り凶悪犯罪の発生を受けて2000年以降4度の改正改正により、現行法でも14歳以上の少年は重罪を犯した場合は刑事責任に問われ得るほか、上記の通り18歳および19歳は未成年でも死刑判決が下され得る。ただし、少年法における「少年」の年齢を18歳未満とすることに反対する団体もある。
更なる強硬論として廃止を望む声があるが、こうした意見は「少年法は甘い手続である」という誤解に基づくものであると思われ、また、新聞に載るような凶悪事件以外の大多数の少年非行に対する有効性が周知されていないことに基づく誤解である可能性が指摘されている。
また、少年法を廃止すると虞犯少年（犯罪を起こしていないがその恐れがある18歳未満の少年）を補導することができなくなってしまう。未だ法を犯していない状態では、成人はなんら法律上行動に制約を受けることがないから、虞犯少年の制度は18歳未満の少年に対してはむしろ厳しい制度といえる。触法少年（犯罪を起こした14歳未満の少年）や犯罪少年（犯罪を起こした14歳以上の少年）についても、軽微な犯罪を起こした場合、成人であれば不起訴になり何らの更生に向けた支援も得られないおそれがあるが、少年であれば、少年法により少年院や児童自立支援施設で更生教育を受ける機会が与えられ得る点はメリットであるといえる。
いずれにしても国民一般の認知度が低く理解が進んでいない法律であるため、メリット・デメリットをよく踏まえた上で意見を述べることが肝要である。
そして、少年法が重要な社会政策であることに鑑みれば、「どのような社会を作りたいか」という根本から考えることが重要であり、懲罰感情のままに相手を罰するのではなく、そもそも「被害者を生まないようにするためにはどうしたらいいか」という観点で議論を進めることが重要である。

#### 少年法改正に影響したとされる未成年者による凶悪犯罪
- 1960年（昭和35年）10月12日、東京の日比谷公会堂において、17歳の右翼少年・山口二矢が演説中の浅沼稲次郎日本社会党委員長を刺殺し、即座に犯行現場で現行犯逮捕された。犯人は、起訴されるよりも前に東京少年鑑別所内で自殺した。

- 1988年（昭和63年）11月から1989年（昭和64年/平成元年）1月の間に発生した女子高生コンクリート詰め殺人事件では、猥褻略取誘拐・監禁・強姦・暴行・殺人・死体遺棄などが複合的に行われた非常に残忍・凶悪な少年犯罪として日本社会に大きな衝撃を与え、『朝日新聞』1989年4月8日朝刊投書欄には「同じ未成年でも、被害者は実名・顔写真・住所まで新聞で報道されたのに対し、加害者は実名も顔写真も少年法を理由に掲載されない。これでは殺された方の人権が無視されている一方、殺した方の人権ばかりが尊重されている」「同じ少年犯罪でも窃盗・傷害などの衝動的な物ならば、本人の将来を考え匿名とすることもやむを得ないだろうが、今回のような凶悪犯罪に限っては成人も未成年も関係ない。少年A・Bなどのような匿名ではなく、実名を掲載すべきだ」という投書が掲載された[33]。

- 1997年（平成9年）に発生した神戸連続児童殺傷事件では、少年法によって加害少年が保護される一方で被害者側の権利は蔑ろにされているとの議論を呼び、法改正が2001年4月に行われるきっかけとなった。

### 報道規制
少年事件の審判の非公開と少年の実名報道の禁止は、日本国憲法の保障する表現の自由を侵害する可能性があるとして、国民の知る権利の観点から少年事件と表現の自由の関係を考え直し、少年法第61条の改正を提言する主張もある。
しかしながら、少年法第61条の保護法益は、一般に名誉・プライバシー、社会復帰の利益、少年の発達成長権、そして適正手続に求められる(最判平成15年3月14日民集57巻3号229頁参照)。このため、表現の自由を理由に少年法第61条による保護を後退させるには、これらの保護法益を上回る公共性・公益性が必要となる。
ところが、犯罪・非行内容(犯行の手口等)についての情報とは異なり、少年の身元情報が、公共的な議論をするために必要になることは基本的に皆無である。なぜならば、社会を発展させるために必要なのは原因行為の分析であり、個々の行為者の身元特定情報は関係がない(このことは、実は成人の場合であっても変わるところはない。)。したがって、少年本人の実名報道が公共性を持つことは皆無又は僅少であるといえる。
このように、報道機関が、公共性がないにもかかわらず実名を公表する動機は、「少年を社会から排除したい」というところに収斂されると指摘され、そのような動機でなされる実名報道は「『いじめ』でしかない」と批判される。
被害者のプライバシーがさらされる状況に対して疑問を呈する意見も出されている。
しかしながら、被害者のプライバシー保護を求めるのであれば、本来であれば被害者も匿名とする方向で議論が行われるべきであり、被害者のプライバシー侵害を理由に加害少年の実名報道を主張するような思考方法は、心情的には理解できなくはないとしても、もはや法律論とはいえないと批判されている。すなわち、目指すところは権利の擁護・保障であって、お互いが平等に権利を侵害されるべきだ、というのではまるで問題の解決につながらないのである
議論を呼んだ例として、2006年（平成18年）に発生した山口女子高専生殺害事件がある。被疑者の少年（事件当時19歳）が自殺した状態で発見されたため、たとえ犯人だった場合でも更生の可能性はないため、匿名にする必要性がなくなったと独自の法解釈を示して、一部の報道機関（日本テレビ、テレビ朝日、讀賣新聞）は被疑者の遺体発見後から顔写真と実名を報道した。これに対して杉浦法相は「死亡後も保護の対象から除外されない」とし、「報道の際は慎重に対応していただきたい」と述べた。

### インターネット上での個人情報漏洩・ネット私刑問題
少年法により被疑者の実名報道は禁止されているが、近年のインターネットの普及により報道規制は事実上形骸化している。多くの事例で事件発生から数時間から数日という僅かな時間で、被疑者の実名だけではなく顔写真、住所、電話番号、本籍地、家族構成、両親、兄弟の勤務先や通学先などの個人情報がSNSやネット掲示板、まとめサイトを通じて個人の手により漏洩している。
インターネット上の情報は拡散速度が早く、かつ消えることもないに等しいため、少年の更生を妨げる危険が大きい。
実名報道がなされないことによる苛立ちが原因と見られるが、無関係の人物の個人情報が犯人扱いされて拡散されるような事態も生じており、訂正もされないため、名指しされた人物やその家族が自殺してしまうことも危惧され、このような行為には重大な責任が伴う。
インターネット上で少年の個人情報や顔写真などを流布した場合、たとえ匿名の発信であっても発信者情報開示請求により身元を特定され、少年法第61条違反・名誉毀損（刑法第230条違反）・プライバシー ・人格権の侵害などを理由に責任（刑事上や民事上の法的責任）を追及されうるため、自制が求められる。
2021年5月13日、参議院の法務委員会で政府参考人の山内由光は相談に応じて法務省の人権擁護機関がプロバイダーに削除要請をする場合があるとしながら、「頻繁というわけではないかとは思います。」としている。

## 旧少年法（大正11年法律第42号）の概要

### 旧少年法の規定の概要
- 旧少年法における少年とは18歳未満の者をいう（第1条）。
- 少年に対しては保護処分と刑事処分をなし得る。
- 保護処分は、刑事法令に触れる行為をなし、または刑事法令に触れる行為をなすおそれがある少年に対してなされる。
- 保護処分の種類は以下のとおりであり、各処分は適宜併せてなすことができる（第4条）。

1. 訓誡
2. 校長の訓誡
3. 書面による改心の誓約
4. 保護者に対する引渡
5. 寺院、教会、保護団体または適当な者への委託
6. 少年保護司の観察
7. 感化院送致
8. 矯正院送致
9. 病院送致または委託

- 保護処分は少年審判院において掌る（第15条）。
- 刑事処分は少年に対して特例が設けられ、罪を犯すとき16歳未満の者に対しては死刑、無期刑を科せず、死刑または無期刑をもって処断すべきときは10年以上または15年以下において懲役または禁錮を科す。ただし刑法第73条(大逆罪(天皇関連))、75条(同(皇族関連))または第200条(尊属殺人罪)の罪(現在はいずれも削除済み)についてはこの限りでない（第7条）。
- 少年に対して長期3年以上の有期の懲役または禁錮をもって処断すべきときはその刑の範囲内において短期と長期とを定めた不定期刑を言い渡す。ただし短期5年を超える刑をもって処断するときは短期を5年に短縮する。この不定期宣告刑の刑期は5年、長期は10年を超えることを得ない（第8条）。
- 検事が少年に対する刑事事件について保護処分をなすのを適当と思料したときは事件を少年審判所に送致することを要する（第62条）。
- 少年審判所は少年に対して刑事訴追の必要があると認めたときは事件を管轄裁判所の検事に送致することを要する（第47条）。

### 旧少年審判所
- 職員は、少年審判官、少年保護司および書記の3種である（旧少年法第3条）。
- 少年審判所の設立、廃止および管轄に関する規程は勅令で定める（第16条。大正11年勅令第488号少年審判所設置の件）。
- 審判機関は単独制で1人の審判官によって行なわれる。もし2人以上の少年審判官を1少年審判所に配置してあるときはこの管理および監督は上位の審判官においてこれをおこなう（第20条）。
- 少年審判所の監督は司法大臣に属し、司法大臣は控訴院長および地方裁判所長に監督を命じることを得る（第17条）。
- 少年審判官は少年審判所の事務を管理し、所属職員を監督する。少年審判官は判事とはことなり俸給を受けるほかの公務を兼務することができるし、判事としての資格を有する少年審判官は判事を兼ね得る。少年審判官は判事の裁判とはことなり少年のため保護処分を加えるが、審判官と審判を受ける少年との関係上、公平な審判をなし得ない疑を受けるような場合は、職務の執行を避けることになっている（第22条）。
- 少年審判官は奏任官である。少年保護司は少年審判官を輔佐し、審判の資料を提供し、少年に対する観察保護をおこなう。少年保護司は奏任官と判任官とがある。書記は少年審判官または少年保護司の指揮を受け、審判に関する書類の調製を掌り、庶務に従事する（第24条）。
- 書記は判任官である。少年審判所は公務所または公務員に対して必要な補助を求めることができる。

#### 旧少年保護司
- 少年法で、少年の保護または教育に経験を有する者らすなわち宗教家、教育家または児童保護事業の経験家を多く任じることに定められ、有給の者と無給嘱託の者とがある。
- 主な任務は、少年審判所が審判をなす以前に少年審判官を輔佐して、審判の資料を蒐集提供する調査事業と、判決によって少年が保護処分に付された場合、これを観察する保護事業である。
- 調査事業は、事件関係、性行、境遇、心身の状況、生立、教育、職業、家族、血族、保護者、非行に対する感想等につき精査する要があり、必要に応じて審判の席上意見を陳べ得る。
- いったん判決によって保護処分に付せられた際は「少年保護司執務心得」によって少年の師匠となり、少年の家庭、保護者等周囲の者と連絡を取って健康、品性、職業等万般に関し常に指導誘掖してもって善良な少年たらしめることを目的とした。

## 少年法を専門とする法学者
- 柏木千秋 - 名古屋大学名誉教授（故人）
- 後藤弘子 - 千葉大教授、慶大院卒
- 斉藤豊治 - 大阪経済大学教授、元甲南大・東北大教授
- 佐伯仁志 - 東大教授、東大卒
- 澤登俊雄 - 國學院大名誉教授、京大卒
- 澤登佳人 - 新潟大名誉教授
- 葛野尋之 - 一橋大教授、一橋大卒
- 福田雅章 - 一橋大名誉教授、一橋大卒・ハーバード大卒
- 宮澤浩一 - 慶大名誉教授、慶大卒
- 村井敏邦 - 一橋大学名誉教授、一橋大卒
- 森田明 - 東洋大名誉教授、東大卒